# Камден (Південна Кароліна)
Камден (англ. Camden) — місто (англ. city) в США, в окрузі Кершо штату Південна Кароліна. Населення — 7788 осіб (2020).

## Географія
Камден розташований за координатами 34°15′21″ пн. ш. 80°36′31″ зх. д. / 34.25583° пн. ш. 80.60861° зх. д. (34.255699, -80.608742).  За даними Бюро перепису населення США в 2010 році місто мало площу 29,49 км², з яких 27,66 км² — суходіл та 1,83 км² — водойми.

## Демографія
Згідно з переписом 2010 року, у місті мешкало 6838 осіб у 2967 домогосподарствах у складі 1800 родин. Густота населення становила 232 особи/км².  Було 3544 помешкання (120/км²).
Расовий склад населення:
| - 62,2 % — білих - 35,1 % — чорних або афроамериканців - 0,7 % — азіатів - 0,2 % — корінних американців |

До двох чи більше рас належало 1,1 %. Частка іспаномовних становила 2,4 % від усіх жителів.
За віковим діапазоном населення розподілялося таким чином: 21,9 % — особи молодші 18 років, 56,5 % — особи у віці 18—64 років, 21,6 % — особи у віці 65 років та старші. Медіана віку мешканця становила 45,3 року. На 100 осіб жіночої статі у місті припадало 81,7 чоловіків;  на 100 жінок у віці від 18 років та старших — 76,9 чоловіків також старших 18 років.
Середній дохід на одне домашнє господарство  становив 65 184 долари США (медіана — 41 351), а середній дохід на одну сім'ю — 81 894 долари (медіана — 56 865). Медіана доходів становила 47 176 доларів для чоловіків та 34 271 долар для жінок. За межею бідності перебувало 18,2 % осіб, у тому числі 18,8 % дітей у віці до 18 років та 10,5 % осіб у віці 65 років та старших.
Цивільне працевлаштоване населення становило 2819 осіб. Основні галузі зайнятості: освіта, охорона здоров'я та соціальна допомога — 33,9 %, роздрібна торгівля — 12,2 %, фінанси, страхування та нерухомість — 10,9 %, будівництво — 10,4 %.